# Prelegado
Prelegado es un legado instituido en favor de cualquiera de los herederos que concurren a la herencia, en cuya persona recaen simultáneamente la condición de heredero y legatario. En el fondo se trata de la concurrencia simultánea de las calidades de heredero y legatario de un mismo causante en una sola persona.

## Antecedentes históricos
En Derecho romano, el prelegado era ineficaz en el caso de heredero único por concurrir dos causas de adquisición lucrativa respecto de un mismo objeto, una de las cuales, la del legado, no podía tener eficacia debido a su absoluta subordinación a la otra. Cuando existían varios herederos y el prelegado estaba ordenado a cargo de toda la herencia, era parcialmente ineficaz en la medida en que la prestación correspondía al mismo favorecido.

## Derecho comparado

### Regulación en el Derecho español
La concepción romanista provocó que los códigos modernos abandonaran la regulación romana del prelegado. El Código Civil español no contiene ninguna disposición que se refiera expresamente al mismo, aunque se deduce su aplicación del artículo 890, al disponer que «el heredero, que sea al mismo tiempo legatario, podrá renunciar la herencia y aceptar el legado, o renunciar éste y aceptar aquélla».
Quizás donde más se justifica el prelegado es cuando el objeto es una cosa cierta y determinada perteneciente a la herencia, o cuando el testador quiere que la cosa legada forme parte del lote de bienes que deben adjudicarse al coheredero favorecido en pago de su derecho a la herencia, o que el mismo testador desea que la reciba además y con independencia de los bienes que se le adjudiquen en la partición en pago de su cuota. En cambio, si se trata de un legado de género o cantidad a favor de uno de los coherederos y a cargo de todos, este prelegado resulta ineficaz en la proporción que le correspondería pagar al favorecido, pues todos quedan obligados en la misma proporción en que sean herederos, según el tenor del artículo 859 del Código Civil español.

### Regulación en el Derecho chileno
El Código Civil chileno tampoco regula de manera expresa el prelegado. Sin embargo, aunque el código no se refiera explícitamente a la figura, 
tampoco se opone a ella, habida cuenta de lo dispuesto en el artículo 1229: «Se puede aceptar una asignación y repudiar otra; pero no se podrá repudiar la asignación gravada, y aceptar las otras, a menos que se defiera separadamente por derecho de acrecimiento o de transmisión, o de substitución vulgar o fideicomisaria; o a menos que se haya concedido al asignatario la facultad de repudiarla separadamente».